# Tegenaria hasperi
Tegenaria hasperi là một loài nhện trong họ Agelenidae.
Loài này thuộc chi Tegenaria. Tegenaria hasperi được miêu tả năm 1897 bởi Chyzer.